# Charminus atomarius
Charminus atomarius is een spinnensoort uit de familie van de kraamwebspinnen (Pisauridae).
De wetenschappelijke naam van de soort werd in 1942 als Cispius atomarius gepubliceerd door Reginald Frederick Lawrence.